# Saalfelden
Saalfelden am Steinernen Meer vaak ook gewoon kortweg Saalfelden genoemd, is een gemeente in de Oostenrijkse deelstaat Salzburg, en maakt deel uit van het district Zell am See.
Saalfelden telt 15661 inwoners. Het 'Steinere Meer' is een plateau in de Noordelijke Kalkalpen. 

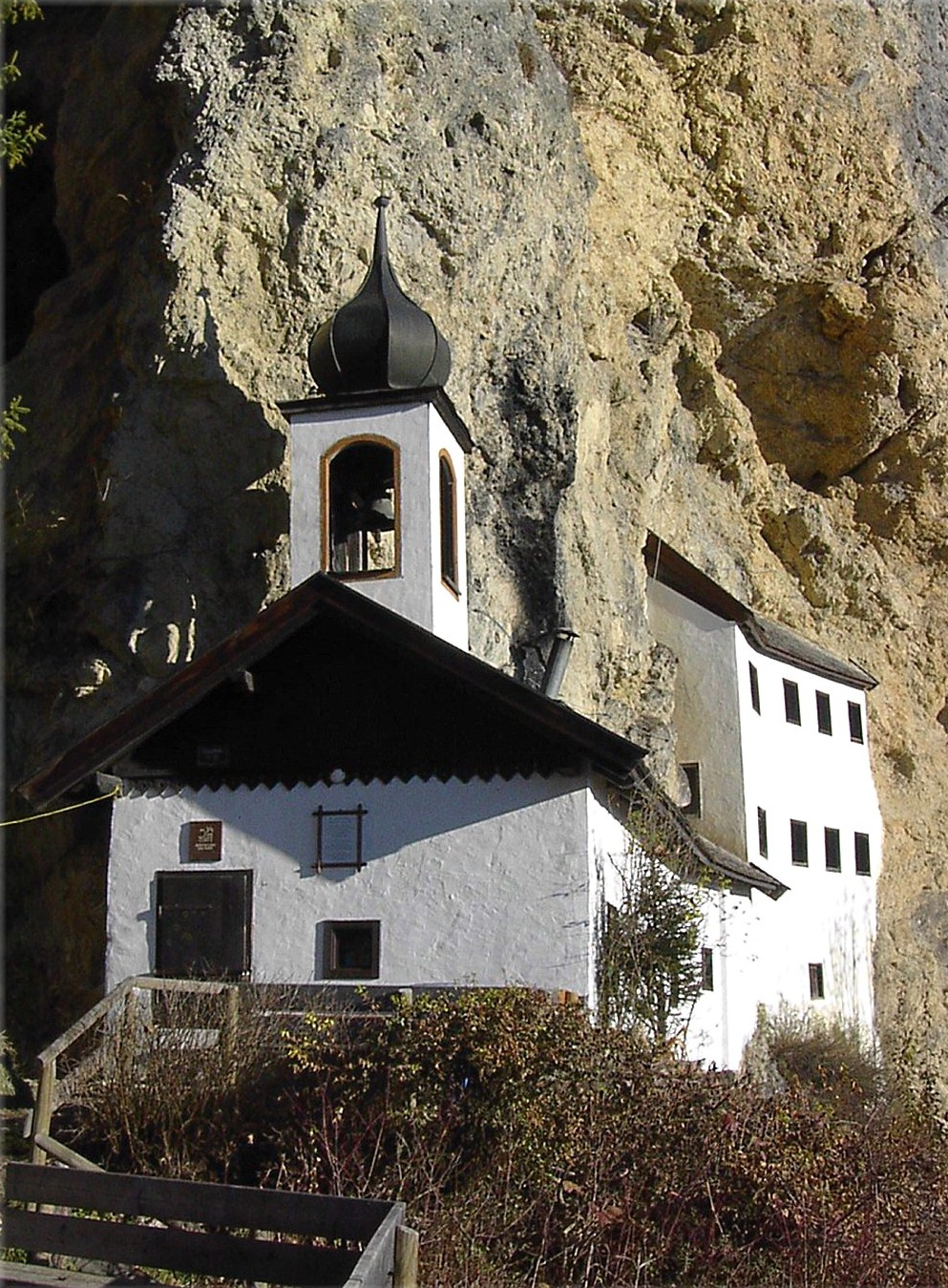
Kerk
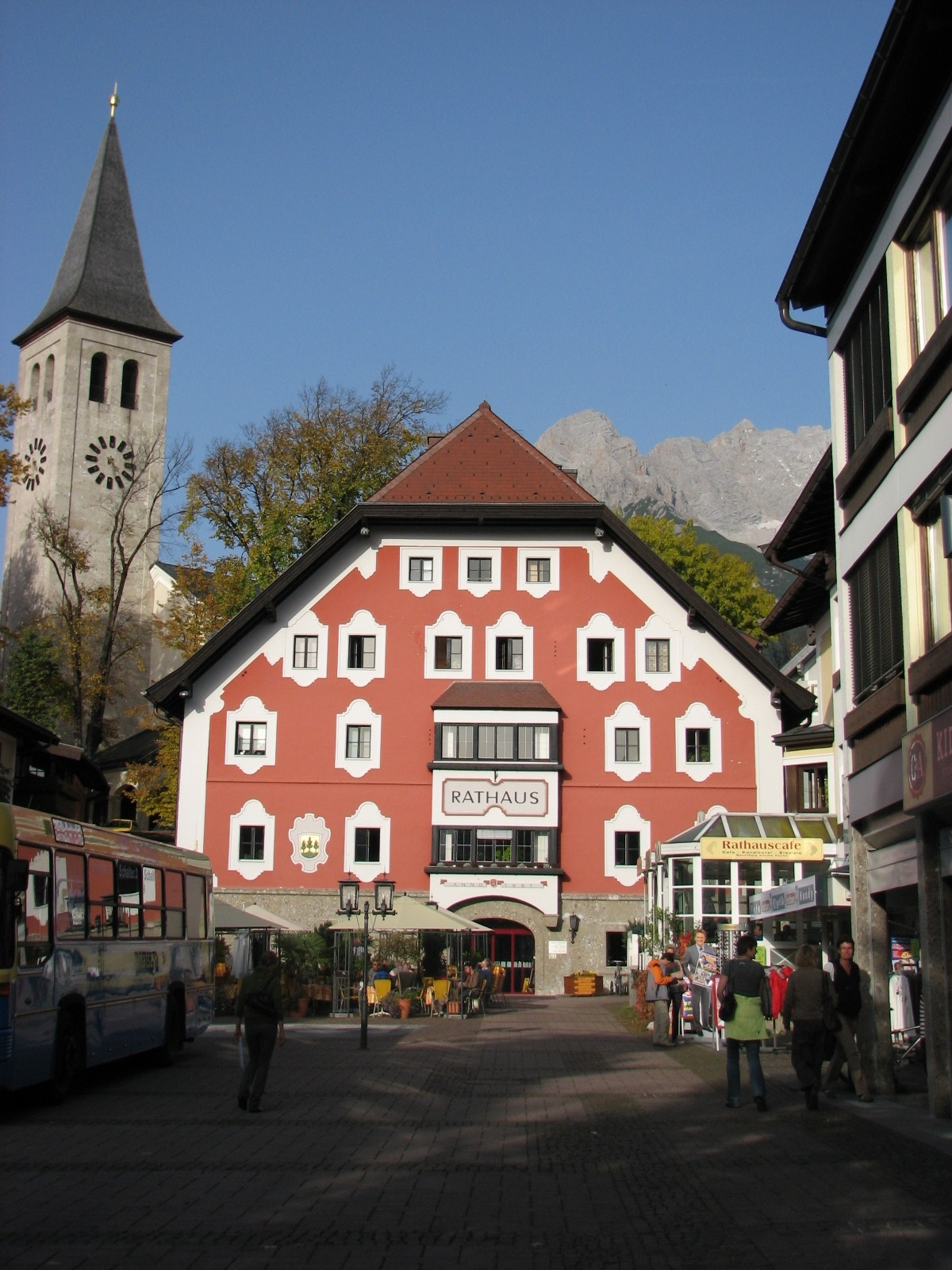
Raadhuis
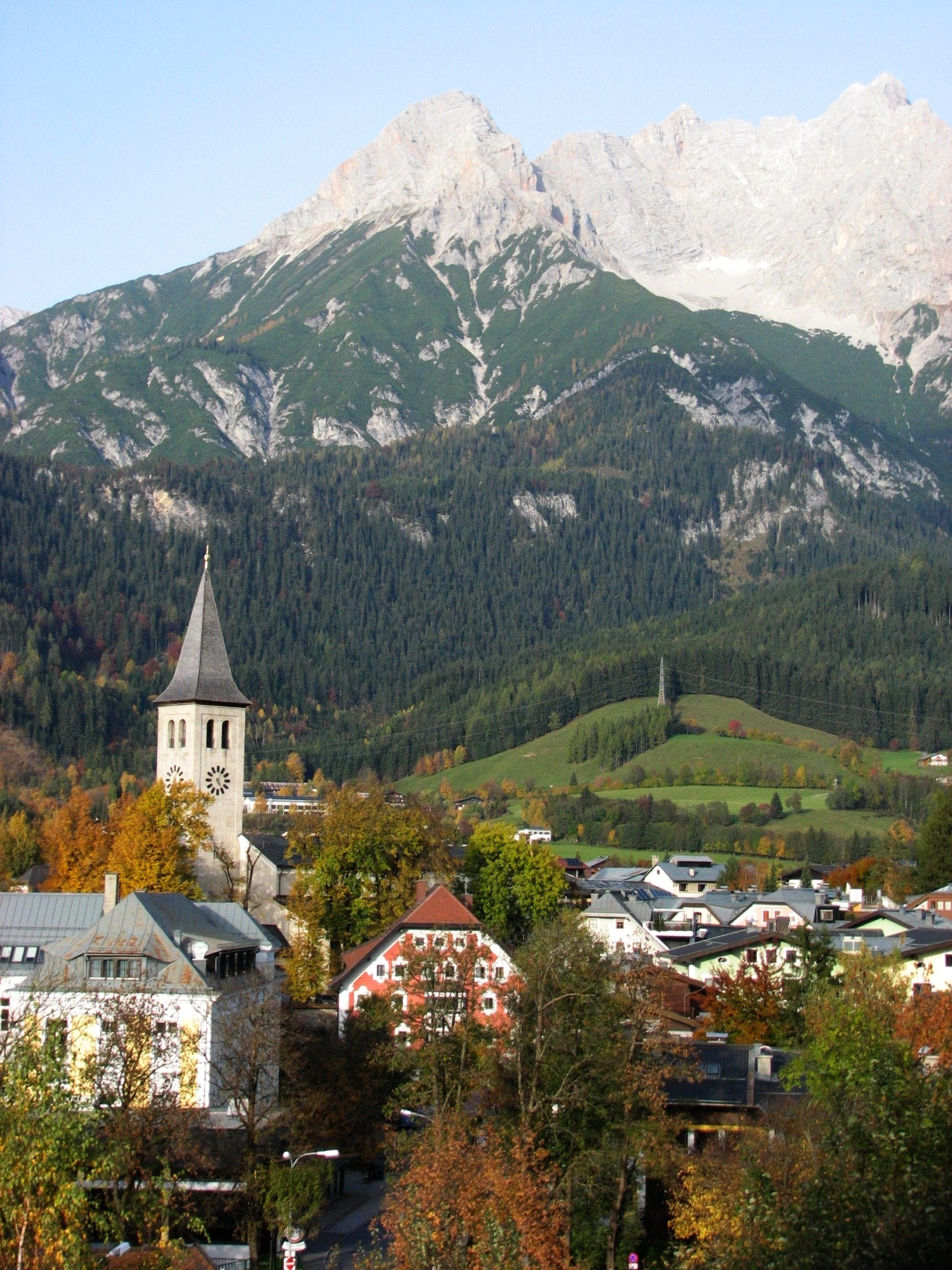
Saalfelden

## Geboren in Saalfelden
- Josef Seidl (1934), componist, muziekpedagoog en dirigent
- Julian Eberhard (1986), biatleet
- Daniel Schorn (1988), wielrenner
- Julian Hörl (1992), beachvolleyballer
- Laura Feiersinger (1993), voetbalster

## Sport
In 1958 werden in Saalfelden de eerste Wereldkampioenschappen biatlon voor mannen gehouden. De stad was in 2012 gastheer van de Wereldkampioenschappen mountainbike.

## Zustergemeenten
Saalfelden is verzusterd met:
- Rankoshi (Hokkaido,  Japan) sinds 1969
- Rödermark ( Hessen,  Duitsland sinds 1976
- Grimbergen ( Vlaanderen,  België) sinds 1998